# Sky Lake
Sky Lake ist ein census-designated place (CDP) im Orange County im US-Bundesstaat Florida. Das U.S. Census Bureau hat bei der Volkszählung 2020 eine Einwohnerzahl von 7.226 ermittelt. 

## Geographie
Sky Lake liegt etwa 10 km südlich von Orlando. Der CDP wird auf einer gemeinsamen Trasse von den U.S. Highways 17, 92 und 441 (SR 600) sowie von der Florida State Road 482 tangiert.

## Demographische Daten
Laut der Volkszählung 2010 verteilten sich die damaligen 6153 Einwohner auf 2352 Haushalte. Die Bevölkerungsdichte lag bei 1864,5 Einw./km². 63,9 % der Bevölkerung bezeichneten sich als Weiße, 16,6 % als Afroamerikaner, 0,7 % als Indianer und 2,7 % als Asian Americans. 10,6 % gaben die Angehörigkeit zu einer anderen Ethnie und 5,4 % zu mehreren Ethnien an. 22,1 % der Bevölkerung bestand aus Hispanics oder Latinos.
Im Jahr 2010 lebten in 38,9 % aller Haushalte Kinder unter 18 Jahren sowie 33,1 % aller Haushalte Personen mit mindestens 65 Jahren. 72,0 % der Haushalte waren Familienhaushalte (bestehend aus verheirateten Paaren mit oder ohne Nachkommen bzw. einem Elternteil mit Nachkomme). Die durchschnittliche Größe eines Haushalts lag bei 3,11 Personen und die durchschnittliche Familiengröße bei 3,54 Personen.
27,9 % der Bevölkerung waren jünger als 20 Jahre, 26,5 % waren 20 bis 39 Jahre alt, 27,5 % waren 40 bis 59 Jahre alt und 18,0 % waren mindestens 60 Jahre alt. Das mittlere Alter betrug 37 Jahre. 50,2 % der Bevölkerung waren männlich und 49,8 % weiblich.
Das durchschnittliche Jahreseinkommen lag bei 33.118 $, dabei lebten 22,6 % der Bevölkerung unter der Armutsgrenze.
Im Jahr 2000 war Englisch die Muttersprache von 62,81 % der Bevölkerung, Spanisch sprachen 33,77 % und 3,42 % hatten eine andere Muttersprache.